# Muruzábal de Andión
Muruzábal de Andión (Muruzabal Andion en euskera) es una localidad española que forma parte del municipio de Mendigorría, dentro de la merindad de Olite, partido judicial de Tafalla, en la Comunidad Foral de Navarra. Está a unos 3,5 km al SO de Mendigorría. Dista 31,5 km de la capital de la comunidad, Pamplona, a unos 23 km de Tafalla y unos 30 km de la capital de la merindad, Olite.

## Demografía
Evolución de la población
| Gráfica de evolución demográfica de Muruzábal de Andión entre 2000 y 2018 |
|                                                                           |
| Población de derecho (2000-2018) según el padrón municipal del INE        |